# Плато
Вижте пояснителната страница за други значения на Плато.
Пла̀то (от френски: plateau; plat – „плосък“) е слабо разчленена вълнообразна равнина, издигаща се над околния терен със стръмни склонове и равно било.
Платата биват:
- структурни (с хоризонтално залягащи пластове)
- лавови или вулканични (в тях неравностите от предишния релеф са бронирани със застинала лава)
- денудационни (представляват издигнати денудационни равнини, т.нар. пенеплени или абразионни равнини)
- планински (междупланински падини, запълнени с изветрителни продукти, пренесени от околните височини)

Типични плата са Юкон, Колорадо, Уфимско плато. В България – Провадийско плато, Шуменско плато, Франгенско плато.